# Rudolf H. Daumann
Rudolf H. Daumann (* 2. November 1896 in Groß-Gohlau bei Neumarkt, Schlesien; † 30. November 1957 in Potsdam; vollständiger Name Rudolf Heinrich Daumann) war ein deutscher Schriftsteller.

## Leben
Daumann entstammt einer Bauernfamilie. Er arbeitete als Volksschullehrer und wurde im Ersten Weltkrieg schwer verwundet. In den 1920er Jahren übte er zeitweise wieder seinen Lehrerberuf aus, unternahm daneben aber auch ausgedehnte Reisen und berichtete als Korrespondent für deutsche Zeitungen aus Afrika und Amerika. Nachdem er 1932 in seinem Romandebüt Streik den Arbeitskampf schlesischer Bergleute im Jahre 1869 geschildert hatte, wurde er 1933 von den Nationalsozialisten aus dem Schuldienst entlassen. In den folgenden Jahren veröffentlichte Daumann als Brotarbeiten eine Reihe von utopischen Trivialromanen in der Tradition Hans Dominiks. 1943 wurden seine Werke von der nationalsozialistischen Zensur verboten. Der Autor ging nach Österreich, wo er sich der illegalen Kommunistischen Partei Österreichs (KPÖ) anschloss und ab 1944 im Widerstand aktiv war. 1946 kehrte er nach Deutschland zurück; er ging in die Sowjetische Zone und wurde dort Sendeleiter des Landessenders Potsdam. In den Fünfzigerjahren war er als freier Schriftsteller in Potsdam ansässig. 1957 wurde ihm der Theodor-Fontane-Preis des Bezirks Potsdam verliehen.
Nach seiner proletarischen und utopischen Phase verfasste Daumann in den 1950er Jahren, neben einigen historischen Romanen, vorwiegend Jugendbücher über exotische Themen. Dabei veröffentlichte er nicht nur unter seinem Namen, sondern verwendete auch die Pseudonyme Haerd und Rudolf Hard.
Daumann erhielt 1956 den Vaterländischen Verdienstorden in Bronze.

## Werke
- Der Streik, Berlin 1932
- Dünn wie eine Eierschale, München 1934
- Macht aus der Sonne, Berlin 1937
- Das Ende des Goldes, Berlin 1938
- Gefahr aus dem Weltall, Berlin 1938
- Patrouille gegen den Tod, Berlin 1939
- Abenteuer mit der Venus, Berlin 1940
- Die Insel der 1000 Wunder, Berlin 1940
- Protuberanzen, Berlin 1940
- Das schwarze Jahr, Berlin 1949
- Alarm im Salzberg, Berlin 1954
- Der Andenwolf, Berlin 1954
- Freiheit oder Bananen, Berlin 1954
- Herzen im Sturm, Berlin 1954
- Die Marwitz-Kosaken, Berlin 1954
- Die Räuber von Raue, Berlin 1954
- Kiwi-Kiwi-Diamanten, Berlin 1955
- Mauki, der Buschmann, Berlin 1955
- Schildkröten am Orinoco, Berlin 1955
- Stürmische Tage am Rhein, Berlin 1955
- Tatanka-Yotanka, Berlin 1955
- Der Todesritt der Dakota, Berlin 1955
- Beinahe Anno Tobak, Berlin 1956
- Die Drachen leben, Berlin 1956
- Okapi, das falsche Johnstonpferd, Berlin 1956
- Die vier Pfeile der Cheyenne, Berlin 1957
- Der Untergang der Dakota, Berlin 1957
- Der Mann mit der Machete, Berlin 1968